# Jorge Miguel Sousa Silva
Jorge Miguel Sousa Silva est un joueur international portugais de rink hockey né le 9 mai 1984. Il évolue, en 2015, au sein du FC Porto.

## Palmarès
En 2015, il participe au championnat du monde de rink hockey en France.